# Mussie Zerai
Mussie Zerai Yosief (Asmara, 1975) è un prete e attivista eritreo.
Mussie Zerai è un prete cattolico dal 19 giugno 2010 e un attivista impegnato in azioni per salvare i migranti nel Mediterraneo durante la crisi europea dei migranti. È il fondatore e il presidente dell'agenzia Habeshia (con sede a Roma), e nel 2015 è stato nominato per il Nobel per la pace.

## Biografia
Dopo la morte prematura di sua madre, Zerai è stato allevato dalla nonna insieme a sette fratelli. Il padre, che era stato arrestato temporaneamente dalla polizia segreta, aveva lasciato il paese per cercare rifugio in Italia. All'età di 16 anni, anche Mussie fuggì in Italia, dove chiese asilo politico ed ottenne un permesso di soggiorno.
Nel 2017 viene indagato dalla Procura di Trapani nell'ambito dell'inchiesta per favoreggiamento all'immigrazione clandestina. 
Nel 2021 la procura ha chiesto l'archiviazione dell'accusa
Ha scritto, con Giuseppe Carrisi, un libro che parla della sua vita.